# 숙빈최씨 소령원도
숙빈최씨 소령원도(淑嬪崔氏 昭寧園圖)는 대한민국 경기도 성남시 분당구 한국학중앙연구원에 있는, 조선시대 숙빈 최씨(1670~1718)의 무덤인 양주(楊洲)의 소령원(昭寧園)을 그린 묘산도이다. 2007년 12월 31일 대한민국의 보물 제1535호로 지정되었다.

## 개요
이 그림은 숙빈 최씨(1670~1718)의 무덤인 양주(楊洲)의 소령원(昭寧園)을 그린 묘산도이다. 숙빈 최씨는 영조의 생모로 1718년(숙종 44)에 사망하여 양주 고령동 옹장리(현 경기 파주시 광탄면 영장리)에 묻혔다. 이때는 영조가 즉위하기 전이라 묘(墓)라 하였다가 1753년(영조 29) 소령원(昭寧園)으로 봉해졌다.
<묘소도형여산론(墓所圖形與山論)>은 두꺼운 종이에 먹으로 상단에 제목을 쓰고, 가운데 산도(山圖)를 그리고, 하단에는 산론(山論)을 적었다. 이 그림은 길지를 택하는 과정에서 제작된 것으로 추정되며, 1718년에 제작된 원본일 가능성이 있다.
<소령원도(昭寧園圖)>는 산도의 형식을 취했으며 가운데 묘소와 좌측의 제청(祭廳), 우측의 비각(碑閣)을 배열하고 아래쪽에는 전답이 그려져 있다. 산수 표현에서 가늘고 기다란 피마준(披麻皴)이 미점(米點)과 더불어 사용되었으며, 화면 곳곳에 밝은 담채를 가하였다.
<소령원화소정계도(昭寧園火巢定界圖)>는 능원에 산불이 번지는 것을 방지하기 위하여 일정한 거리까지 초목을 불살라 제거하는 화소(火巢)를 표시한 것이다. 붉은 주선으로 화소의 경계를 나타내고 있다. 전체적으로 산도의 형식을 취하고 있으며 거칠고 빠른 필치의 피마준으로 산수 표현을 하였다.
<소령원배치도(昭寧園配置圖)>는 백묘로 소령원의 석물 배열을 나타낸 그림이다. 봉분 주변의 담장과 비석, 혼유석, 상석, 장명등, 망주석, 문인석 등을 실재 위치에 맞추어 그렸다. 아래 세 점의 그림은 소령원 승격이후에 그려진 것으로 18세기 후반경의 작품으로 추정된다.
이 네 종의 그림은 잘 도침된 닥종이에 그려진 회화식 지도로써 의궤와 더불어 왕실 원묘와 관련된 중요한 시각자료로 가치가 높다.

## 같이 보기
- 숙빈 최씨
- 소령원

## 참고 자료
- 숙빈최씨 소령원도 - 국가유산청 국가유산포털